# Hatzenturm
Der Hatzenturm ist eine Turmburg auf einer 580 m ü. NN hohen Hangkante im Ortsteil Hatzenturm der Gemeinde Wolpertswende im Landkreis Ravensburg in Baden-Württemberg.
Die Höhenburg wurde 1128 (ein Filius Hattonis wurde erwähnt) vermutlich von den Rittern von Hatzenturm erbaut, einer Seitenlinie der Herren von Fronhofen, die sich ab Mitte des 13. Jahrhunderts von Königsegg nannten. 1419 verkaufte Hans von Königsegg, Sohn des Eberhard, die Burg Hatzenturm und den Kirchsatz von Wolpertswende an das Heilig-Geist-Spital Ravensburg. Der 18 Meter hohe Wohnturm (Bergfried) der Turmburg hat eine Grundfläche von 9 mal 9 Meter und eine Mauerstärke von 2,50 Meter.